# Tears Dry on Their Own
A Tears Dry on Their Own Amy Winehouse angol énekesnő-dalszerző dala a Back to Black (2006) című második és egyben utolsó stúdióalbumáról, amely 2007. augusztus 13-án jelent meg az album negyedik kislemezeként. Míg a dallamot és a szöveget Winehouse szerezte, a hangja mögötti zene Marvin Gaye és Tammi Terrell 1967-es Ain’t No Mountain High Enough című dalának áthangszerelése, amelyet Ashford & Simpson írt. A szám eredeti balladaváltozata Winehouse Lioness: Hidden Treasures (2011) című posztumusz albumán kapott helyet. A dal szerepelt a Winehouse életéről és haláláról szóló Amy – Az Amy Winehouse-sztori (2015) című dokumentumfilmben, és felkerült a film soundtrackjére is.

## Kompozíció
A Tears Dry on Their Own című dalt az NME „Motown-hatású popdalnak” írta le, míg Billy Hamilton a Drowned in Soundtól úgy vélte, hogy a dal egy soul dal.

## Videóklip
A Tears Dry on Their Own klipjét 2007. május 22-én forgatták Los Angelesben, David LaChapelle rendezésében. A videóban Winehouse a Hollywood Blvd-on és egy félhomályos motelszobában halad végig, a videó a Los Angeles-i Grand Motel 1479 S La Cienega Blvd-ban található. A hotelszoba azokra a szobákra utal, amelyekben a leendő férjére, Blake Fielder-Civilre várt. A dalhoz készült klip volt az utolsó előtti, amelyet Winehouse 2011. július 23-án bekövetkezett halála előtt forgattak.

## Kereskedelmi teljesítmény
A Tears Drys on Their Own lett Winehouse negyedik egymást követő kislemeze, amely a brit kislemezlista top 40-es mezőnyébe került, amikor 2007. augusztus 5-én a 37. helyen lépett be. Ez lett a nyolcadik UK R&B top 40-es slágere. A kislemez augusztusban négy hétig állt az első helyen a UK Airplay Charton. A dal fizikai megjelenése után a kislemez bekerült a top 20-ba, és a 16. helyen tetőzött. A Tears Dry on Their Own tehát Winehouse második legmagasabb helyezést elért kislemeze a Rehab után, és a negyedik egymást követő top 30-as slágere második albumáról. A mai napig 19 nem egymást követő hetet töltött a brit kislemezlistán, ezzel a negyedik leghosszabb ideig szereplő dala a Rehab (57 hét), a Valerie (39 hét) és a Back to Black (34 hét) után.
A Tears Dry on Their Own 84 750 eladással a 2007-es év 93. legkelendőbb kislemeze lett az Egyesült Királyságban.
2011. július 31-én a dal Winehouse halála után a 27. helyen került vissza a brit kislemezlistára.

## A kislemez dalai és formátumai
| UK CD single 1. Tears Dry on Their Own – 3:09 2. You’re Wondering Now – 2:31 3. Tears Dry on Their Own (Alix Alvarez Sole Channel Mix) – 6:42 4. Tears Dry on Their Own (Al Usher Remix) – 7:00 5. Tears Dry on Their Own (Video) UK limited edition clear 7" single - A-oldal: 1. Tears Dry on Their Own – 3:05 - B-oldal: 1. Tears Dry on Their Own (NYPC's Fucked Mix) – 4:39 | UK 12" single - A-oldal: 1. Tears Dry on Their Own (Alix Alvarez Sole Channel Mix) – 6:42 - B-oldal: 1. Tears Dry on Their Own (Al Usher Remix) – 7:00 2. Tears Dry on Their Own – 3:05 |  |

Digitális letöltés – Remixes & B-Sides EP (2015)
1. Tears Dry on Their Own (Vodafone Live at TBA) – 3:23
2. Tears Dry on Their Own (Alix Alvarez Sole Channel Mix) – 5:35
3. Tears Dry on Their Own (NYPC's Fucked Mix) – 4:39
4. Tears Dry on Their Own (Al Usher Remix) – 6:59
5. Tears Dry on Their Own (Kardinal Beats Remix) – 3:21

## Közreműködők
Tears Dry on Their Own
- Felvételt készítette Franklin Socorro, Gleyder "Gee" Disla, Shomari "Sho" Dillon
- hangkeverés – Tom Elmhirst, Matt Paul
- Producer – Salaam Remi
- basszus, zongora, gitár – Salaam Remi
- dalszerző – Amy Winehouse
- dobok, tamburin – Troy Auxilly-Wilson
- trombita (basszus), trombita, szárnykürt – Bruce Purse
- szaxofon (bariton, tenor és alt), furulya, klarinét, zongora, cseleszta, gitár – Vincent Henry
- hattérvokál – Amy Winehouse[7]

You’re Wondering Now
- Felvételt készítette Jon Moon
- Közreműködik – Ade*, Zalon*
- Írta Nickolas Ashford és Valerie Simpson*, Clement Dodd[7]

## Helyezések
| Lista (2007–08)                       | Legjobb helyezés |
| ------------------------------------- | ---------------- |
| Belgium (Ultratip Flanders)           | 3                |
| Belgium (Ultratip Wallonia)           | 15               |
| Európa (European Hot 100 Singles)     | 49               |
| Németország (Media Control Charts)    | 56               |
| Magyarország (Dance Top 40)           | 38               |
| Írország (IRMA)                       | 26               |
| Hollandia (Tipparade)                 | 14               |
| Skócia (Scottish Singles Top 40)      | 17               |
| Svédország (Sverigetopplistan)        | 24               |
| Egyesült Királyság (UK Singles Chart) | 16               |
| Egyesült Királyság (UK R&B Chart)     | 6                |
| US Adult R&B Songs (Billboard)        | 40               |

| Lista (2011)                                       | Legjobb helyezés |
| -------------------------------------------------- | ---------------- |
| Belgium Back Catalogue Singles (Ultratop Flanders) | 8                |
| Belgium Back Catalogue Singles (Ultratop Wallonia) | 23               |
| Franciaország (Single Top 100)                     | 87               |
| Németország (Media Control Charts)                 | 81               |
| Írország (IRMA)                                    | 44               |
| Hollandia (Single Top 100)                         | 100              |
| Skócia (Scottish Singles Top 40)                   | 32               |
| Egyesült Királyság (UK Singles Chart)              | 27               |
| Egyesült Királyság (UK R&B Chart)                  | 11               |

| Lista (2007)                                 | Helyezés |
| -------------------------------------------- | -------- |
| Egyesült Királyság (Official Charts Company) | 93       |

## Minősítések és eladási adatok
| Régió                                                            | Minősítés  | Eladott példányszám |
| ---------------------------------------------------------------- | ---------- | ------------------- |
| Brazília (Pro-Música Brasil)                                     | gyémánt    | 250 000‡            |
| Dánia (IFPI Denmark)                                             | arany      | 45 000‡             |
| Spanyolország (PROMUSICAE)                                       | arany      | 25 000‡             |
| Egyesült Királyság (BPI)                                         | 2× platina | 1 200 000‡          |
| ‡ Eladási+streaming példányszámok kizárólag a minősítés alapján. |            |                     |

## Fordítás
Ez a szócikk részben vagy egészben  a   Tears Dry on Their Own című angol Wikipédia-szócikk fordításán alapul.  Az eredeti cikk szerkesztőit annak laptörténete sorolja fel. Ez a jelzés csupán a megfogalmazás eredetét és a szerzői jogokat jelzi, nem szolgál a cikkben szereplő információk forrásmegjelöléseként.